# Мустафа Неджати
Мустафа Неджати (также известен как Мустафа Неджати Угурал, тур. Mustafa Necati Uğural; 1894, Измир — 1 января 1929, Анкара) — турецкий государственный деятель, занимавший ряд министерских постов в первые годы существования Турецкой Республики. Считается одним из ключевых организаторов образовательного проекта «Школа нации». Он также был известен как Мустафа Неджати Угурал, поскольку умер до того, как в Турции был принят закон о фамилии, а фамилия Угурал — фактически, фамилия членов его семьи, принятая уже после его смерти.

## Биография

### Ранние годы
Мустафа Неджати родился в 1894 году в Измире; его отца звали Халит, а мать — Насие. После получения Мустафой начального и среднего образования в родном Измире, он переехал в Стамбул для получения высшего образования — изучал право. Неджати вернулся в Измир в год начала Первой мировой войны, в 1914 году, надеясь стать адвокатом и преподавателем. В 1915 году он, вместе со своим другом Васифом Чынаром, основал в городе частную школу.
Неджати также служил юридическим советником местной железнодорожной компании. После окончания Первой мировой войны, в ходе которой Османская империя потерпела поражение, страны-победительницы настояли на массовом увольнении железнодорожников страны. Мустафа Неджати пытался защитить права рабочих, учредив железнодорожный комитет; позже он также расширил свою деятельность по защите прав и на офицеров резерва, вернувшихся с фронтов Великой войны.
После того, как Измир был оккупирован греческой армией, Неджати бежал в Стамбул, а затем — в Балыкесир, где принял участие в турецкой войне за независимость. Среди прочей деятельности в те годы, он также публиковал и газету для защиты прав Турции против греческого вторжения; печатное издание просуществовало недолго.

### Война за независимость
После того, как 16 марта 1920 года в Стамбуле был распущен старый Османский парламент, уже 23 апреля в Анкаре был создан новый Парламент Турции: Мустафа Неджати был избран его депутатом от Сарухана (нынешнего Маниса). Однако в течение периода между 1920 и 1922 годом он проводил большую часть своего времени вне Анкары: в те годы он был назначен членом трибуналов независимости в Сивасе, а затем — в Кастамону. Наконец, Неджати получил пост председателя трибунала независимости в Амасии.

### Политик Турецкой Республики
Как только 29 сентября 1923 года была провозглашена новая Турецкая республика, Мустафа Неджати стал членом кабинета министром в правительстве Исмета Инёню. Его первой правительственной должностью стал пост министра по вопросам населённых пунктов и народонаселения в 1-м правительстве Турции. В те годы этот пост представлялся ключевым, поскольку основная ответственность министра заключалась в обмене населения между Грецией и Турцией (см. Греко-турецкий обмен населением). В следующем, втором, правительстве Турции Неджати стал министром юстиции. Затем он занял пост министра национального образования, которую исследователи считают наиболее важной в его карьере; вступив в должность ещё в 4-м правительстве Турции, он сохранил этот пост и в 5-м турецком правительстве (до своей смерти).

### Национальные школы
В Турции до 1928 года использовался алфавит, основанный на арабской письменности. Однако, в турецком языке присутствуют восемь гласных, и арабский алфавит был неспособным воспроизвести целый ряд турецких слов. Несмотря на то, что арабский был языком Корана, президент Турецкой республики Кемаль Ататюрк решил принять латинский алфавит, модифицировав его в соответствии со спецификой турецкого языка. Более того, Ататюрк настаивал на немедленном проведении реформы в жизнь.
В дополнение к добавлению латинского алфавита в школьную программу, по всей Турции были созданы краткосрочные курсы для взрослых, получившие название «Школа нации» (тур. Millet Mektebi). Мустафа Неджати, будучи министром национального образования, отвечал за организацию данных курсов-школ. Курсы были признаны успешными, а Мустафа Неджати позже стал считаться одним из пионеров нового турецкого алфавита.

### Смерть
Мустафа Неджати умер от аппендицита 1 января 1929 года — в тот же день когда были открыты «Школы нации». На следующий день он был похоронен на кладбище Джебеджи Асри в Анкаре.

## Дом Мустафы Неджати
В 2006 году дом Мустафы Неджати был передан сети ресторанов для размещения учреждения общественного питания — данный факт вызвал бурные протесты по всей Турции. После «интенсивных» дебатов турецкий парламент решил, в 2008 году, преобразовать дом Неджати в культурный центр для депутатов.

## Мустафа Неджати в спорте
Мустафа Неджати являлся одним из основателей измирского спортивного клуба «Алтай» в 1914 году.